# 1936年ベルリンオリンピックのアルゼンチン選手団
1936年ベルリンオリンピックのアルゼンチン選手団（1936ねんベルリンオリンピックのアルゼンチンせんしゅだん）は、1936年8月1日から8月16日にかけてドイツの首都ベルリンで開催された1936年ベルリンオリンピックのアルゼンチン選手団、およびその競技結果。

## 概要
今大会は金メダル2個、銀メダル2個、銅メダル3個の合計7個のメダルを獲得した。

## メダル
| メダル | 選手名                 | 競技 | 種目           |
| ------ | ---------------------- | ---- | -------------- |
| 銀     | ジャネット・キャンベル | 競泳 | 女子100m自由形 |